# Deformacja sumienia
Deformacja sumienia – w teologii chrześcijańskiej określenie oznaczające nieprawidłowości w postrzeganiu grzechu. Do deformacji sumienia zalicza się m. in  sumienie szerokie, sumienie faryzejskie oraz sumienie skrupulanckie.
Jako przyczyny deformacji sumienia Kościół podaje przyczyny leżące w psychice człowieka oraz bierze również pod uwagę przyczyny nadprzyrodzone (kuszenie).